# 量子声学
量子声学（quantum acoustics）是研究微观量子力学效应不可忽略时声现象的一个声学分支，属于声学和凝聚体物理学的交叉领域。
量子声学最初是在20世紀30年代研究声光效应时开始的。量子化的机械波即点阵振动称为声量子或声子，所以量子声学就是研究声子的产生、就收、与物质微观结构的相互作用及其应用的科学。当声波的频率很高（109 Hz）、或媒介温度很低（接近0 K）时，经典力学不足以描述声现象，必须用到量子力学的基本原理，考虑到媒质和声波能量的不连续性。
量子声学主要研究声子与物质微观结构的相互作用。如：声子-光子、声子-声子、声子-核自旋、声子-电子、声子-中子等。另外，声子在解释超流机制方面起了重要作用。

## 历史
1966年，jacobson和Ilukor利用非谐振的压电表面激励在石英晶体中得到了频率为114 GHz的声子。同年，Eisenmenger提出了超导隧道结用于高频声子的产生和检测。

## 领域

### 超导
超导金属中声子和电子会相互作用。1957年J.巴丁、L.库珀和J.施里弗建立了的超导微观理论（简称BCS理论）指出，电子和声子的相互作用，形成超导的电子对（称库珀对）。